# Ряжск I
Ряжск I — узловая железнодорожная станция Московской железной дороги в городе Ряжск Рязанской области. Входит в Рязанский центр организации работы железнодорожных станций ДЦС-2 Московской дирекции управления движением. По основному применению является участковой, по объёму работы отнесена ко 2 классу.
На станции находится центральный железнодорожный вокзал города, обслуживающий как пригородные поезда, так и поезда дальнего следования.
На этой узловой станции пересекаются две линии:
- с севера на юг двухпутная электрифицированная переменным током Москва-Пасс.-Казанская — Рязань-2 — Ряжск-1 — Богоявленск — Мичуринск (основной ход поездов в Адлер)
- с запада на восток однопутная неэлектрифицированная Вязьма — Калуга-1 — Тула-Вяземская — Узловая-1 — Павелец-Сызранский — Ряжск-1 — Вернадовка — Пенза — Сызрань I

До революции линия север-юг была частной, а запад-восток - государственной, и пассажирские поезда этих линий использовали разные станции в Ряжске.
Южнее станции на недействующем посту 315 км находится граница Московской и Юго-Восточной железных дорог (стыковой междудорожный пост). На восток, за станцией Ряжск II находится граница Московской и Куйбышевской железных дорог. Сразу на запад по линии на Вязьму находится граница Московско-Рязанского и Тульского регионов МЖД.

## Дальнее следование по станции
По состоянию на декабрь 2018 года через станцию курсируют следующие поезда дальнего следования:
| Круглогодичное обращение поездов | Круглогодичное обращение поездов | Круглогодичное обращение поездов | Круглогодичное обращение поездов |
| № поезда                         | Маршрут движения                 | № поезда                         | Маршрут движения                 |
| -------------------------------- | -------------------------------- | -------------------------------- | -------------------------------- |
| 93                               | Пенза — Москва                   | 94                               | Москва — Пенза                   |
| 109                              | Астрахань — Санкт-Петербург      | 110                              | Санкт-Петербург — Астрахань      |
| 121                              | Пенза — Москва                   | 122                              | Москва — Пенза                   |
| 125                              | Новороссийск — Москва            | 126                              | Москва — Новороссийск            |
| 131                              | Орск — Москва                    | 132                              | Москва — Орск                    |
| 317                              | Караганда — Барановичи           | 318                              | Барановичи — Караганда           |
| 327                              | Казань — Минск                   | 328                              | Минск — Казань                   |
| Сезонное обращение поездов       |                                  |                                  |                                  |
| № поезда                         | Маршрут движения                 | № поезда                         | Маршрут движения                 |
| 187                              | Новороссийск — Архангельск       | 188                              | Архангельск — Новороссийск       |
| 261                              | Адлер — Архангельск              | 262                              | Архангельск — Адлер              |
| 425                              | Челябинск — Калининград          | 426                              | Калининград — Челябинск          |